# Mezofil

Schemat budowy liścia

Mezofil – tkanka roślinna występująca w blaszce liściowej, między górną a dolną epidermą. W jej skład wchodzi głównie miękisz asymilacyjny (chlorenchyma). U wielu roślin dwuliściennych mezofil jest zróżnicowany na miękisz gąbczasty, położony na dolnej stronie liścia i miękisz palisadowy, występujący pod górną epidermą.
Słabe zróżnicowanie lub brak zróżnicowania mezofilu obserwuje się u traw (jednorodny, zwarty miękisz asymilacyjny), nagozalążkowych (u niektórych występuje miękisz ramienisto-palisadowy), hydro- i higrofitów (zwykle tylko miękisz gąbczasty z dużymi przestworami, przekształcający się częściowo w aerenchymę) oraz kserofitów (bardzo dobrze rozwinięty miękisz palisadowy). Wiązki przewodzące mezofil zwane są żyłkami lub nerwami liściowymi (nerwacja roślin).